# Shaman King Flowers
Shaman King Flowers (シャーマンキングFLOWERS?, Shāman Kingu Furawāzu) è un manga scritto e disegnato da Hiroyuki Takei, sequel di Shaman King. È stato serializzato sulla rivista Jump X di Shūeisha sotto l'etichetta Young Jump Comics dal 10 aprile 2012 al 10 ottobre 2014. Nel 2019 la serie è stata pubblicata in versione digitale da Kōdansha sotto l'etichetta Magazine Edge KC. Un adattamento anime prodotto da Bridge è stato trasmesso dal 10 gennaio al 3 aprile 2024.

## Trama
Il giovane Hana Asakura è figlio di Yoh e di Anna Kyoyama e ne condivide le responsabilità verso la casata Asakura.
Durante una missione in Medio Oriente la famiglia viene uccisa e compare di fronte ad Hao, l'attuale Shaman King, che prima di rimandarli sulla terra dona ad Hana un esercito di Oni che il protagonista potrà scatenare per difendersi. Hana vive nelle terme di famiglia a Tokyo con le Hanagumi, ovvero le tre streghe che hanno seguito Hao nell'ultimo torneo, Ryu, Tamao ed i loro spiriti. A causa delle storie di famiglia e delle responsabilità che ha verso di essa, Hana è molto scontroso ed arrogante, così si costruisce una reputazione attirante tutti i bulli di NishiTokyo, che egli sconfigge con l'aiuto di Amidamaru.
La svolta della sua vita avviene con lo scontro con i fratelli Luka e Yohane Asakura, discendenti del ramo di Hao, diviso, durante l'era Heian, dalla casata principale, alla quale i due vogliono porre fine. Hana vince facilmente negli scontri individuali, ma, quando la coppia di avversari gli tende un'imboscata davanti a casa sua, viene gravemente ferito; si salva solo grazie all'intervento della sua promessa sposa, Alumi Numbirch, figlia dell'officiante Silva e migliore allieva di Anna Kyoyama. Dopo esser venuta a conoscenza, grazie agli spiriti guardiani della famiglia, Ponci e Konci, dei primi scontri, Tamao rintraccia la dimora del secondo ramo degli Asakura e la distrugge, costringendone i residenti ad una tregua e scoprendo la ragione che si celava dietro gli attacchi: Hao è l'attuale Shaman King, ma il modo in cui lo è diventato e la sua storia lo rendono nemico dei precedenti dei; la disputa si risolverà nel Flower of Maize, un torneo che si tiene per convalidare la nomina di Shaman King, e in cui ogni dio prepara una squadra per sconfiggere le altre: uno scontro tra dei sarebbe devastante per l'intero universo.
Luka Asakura viene ipnotizzata dal suo stesso spirito e con l'aiuto di tutti i bulli di Tokyo tenta di uccidere Hana Asakura mentre gira un centro commerciale con Yohane. In fin di vita, Hana evoca involontariamente un esercito di Honi, che si uniscono generando un immenso Oni di tenebre, sconfitto da Alumi con proiettili speciali preparati dal Gran Consiglio. Dopo quest'incidente, i ragazzi scoprono che lo spirito di Luka era la proiezione di un altro spirito, il quale combatteva per un dio il cui scopo era danneggiare il più possibile la famiglia Asakura, che durante il Flower of Maize costituirà il cuore del Team Hao. Scosso dall'accaduto, Hana si ritira nel cimitero di NishiTokyo, dove incontra Gakko Ibuki; scambiandosi l'un l'altro per avversari, i due si affrontano.
Hana si lascia possedere dagli Oni mentre Gakko si affida al suo spirito, una cacciatrice di Oni potenziata da Hao stesso. Il sentir parlare di Hao accresce la furia di Hana, che per quattro volte si rialza, prima di essere fermato da Alumi con i proiettili speciali e rimproverato duramente per aver utilizzato volontariamente gli Oni. Preoccupato dall'assenza di Hana e dall'emissione di furyoku, Yohane Asakura raggiunge il gruppetto. Allora Alumi rivela la loro appartenenza al Team Hao, di cui Hana è il capitano.

## Media

### Manga
Il manga, scritto e illustrato da Hiroyuki Takei, è stato serializzato dal 10 aprile 2012 al 10 ottobre 2014 sulla rivista Jump X edita da Shūeisha. I capitoli sono stati raccolti in sei volumi tankōbon pubblicati dal 10 agosto 2012 al 19 dicembre 2014. Nel 2017, la casa editrice Kōdansha ha acquistato i diritti della serie e l'ha rilanciata, pubblicando digitalmente (dall'agosto 2020) e successivamente su supporto cartaceo (da luglio 2021) i 6 tankōbon che ne raccolgono l'edizione definitiva.
In Italia la serie è stata pubblicata da Star Comics dal 2 aprile 2014 al 2 luglio 2015. La traduzione dei testi è stata curata da Yupa. Una seconda edizione è stata pubblicata dal 1º febbraio al 28 giugno 2023.

#### Volumi
| 1 | 10 agosto 2012 | ISBN 978-4-08-879414-3 | 2 aprile 2014    | ISBN 978-88-6420-890-9 |
| 1 | Capitoli - 1. (つぼみ?, Tsubomi) - 2. (親戚が殺しに来た?, Shinseki ga koroshi ni kita) - 3. (枯れてる??, Kareteru?) - 4. (西東京擬音祭り?, Nishi-Tokyo gion matsuri) |                        |                  |                        |
| 2 | 10 dicembre 2012 | ISBN 978-4-08-879493-8 | 2 maggio 2014    | ISBN 978-88-6420-935-7 |
| 2 | Capitoli - 5. (帰ってきたおシャマなシャーマン?, Kaettekita oshama na Shāman) - 6. (カチコミ自宅?, Kachikomi jitaku) - 7. (喪失感?, Sōshitsukan) - 8. (逃避行それは非行?, Tōhikō sore wa hikō)                                                                                      |                        |                  |                        |
| 3 | 10 maggio 2013 | ISBN 978-4-08-879556-0 | 3 luglio 2014    | ISBN 978-88-6420-993-7 |
| 3 | Capitoli - 9. (ショッキングモール2014?, Shokkingu Mōru 2014) - 10. (節分?, Setsubun) - 11. (鬼、河原に寝込む?, Oni, kawara ni nekomu) - 12. (バビロンボーイ?, Babiron Bōi) |                        |                  |                        |
| 4 | 10 ottobre 2013 | ISBN 978-4-08-879660-4 | 2 settembre 2014 | ISBN 978-88-6920-029-8 |
| 4 | Capitoli - 13. (一分咲き?, Ichibu saki) - 14. (あの日見た花がお前を撲殺も だが死なない。?, Ano hi mita hana ga omae o bokusatsu modaga shinanai.) - 15. (フラワー・オブ・なんちゃら?, Furawā obu nanchara) - 16. (ソフト&クリーム?, Sofuto & Kurīmu) - 17. (追い込まる?, Oikomaru) |                        |                  |                        |
| 5 | 9 maggio 2014 | ISBN 978-4-08-879660-4 | 3 dicembre 2014  | ISBN 978-88-6920-138-7 |
| 5 | Capitoli - 18. (同い年～オレと親父とおじさんが～?, Onaidoshi ~Ore to oyaji to ojisan ga~) - 19. (亡零(1)?, Na rei (1)) - 20. (亡零(2)?, Na rei (2)) - 21. (亡零(3)?, Na rei (3)) - 22. (亡零(4)?, Na rei (4))                                                                      |                        |                  |                        |
| 6 | 19 dicembre 2014 | ISBN 978-4-08-879895-0 | 2 luglio 2015    | ISBN 978-88-6920-365-7 |
| 6 | Capitoli - 23. (亡零(5)?, Na rei (5)) - 24. (亡零(6)?, Na rei (6)) - 25. (亡零(7)?, Na rei (7)) - 26. (亡零(8)?, Na rei (8)) - 27. (亡零(9)?, Na rei (9)) - 28. (亡零(10)?, Na rei (10)) - 29. (亡零(11)?, Na rei (11))                                                            |                        |                  |                        |

### Anime

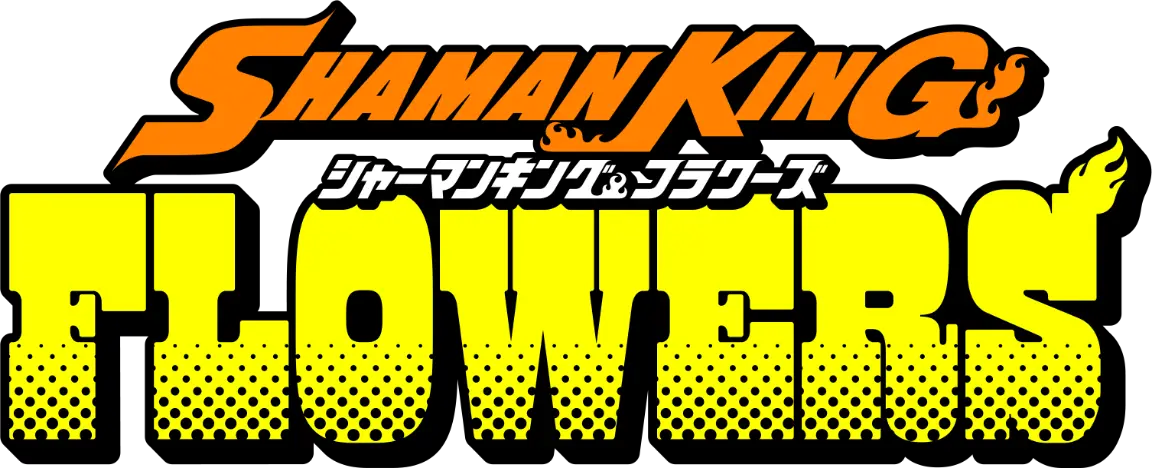
Logo della serie.

Un adattamento anime è stato annunciato il 21 aprile 2022, al termine del remake della serie principale ad opera dello studio Bridge. Nel marzo 2023 è stato confermato un adattamento anime ad opera dello staff che ha già curato il remake della serie principale e che vedrà Mayuko Yamamoto curare il character design. La serie è andata in onda su TV Tokyo dal 10 gennaio al 3 aprile 2024. La sigla d'apertura è Turn the World di Nana Mizuki mentre quella di chiusura è Dear Panta Rhei (ディア・パンタレイ?, Dia Pantarei) di Sumire Uesaka.
In Italia i diritti della serie sono stati acquistati da Yamato Video che l'ha pubblicata sul canale Anime Generation di Prime Video in simulcast.

#### Episodi
| Nº | Titolo italiano Giapponese 「Kanji」 - Rōmaji                                                                  | In onda          | In onda |
| Nº | Titolo italiano Giapponese 「Kanji」 - Rōmaji                                                                  | Giapponese       |         |
| 1  | Asakura vs Asakura cadetti 「麻倉 VS 裏麻倉」 - Asakura VS ura Asakura                                         | 10 gennaio 2024  |         |
| 2  | Gran fracasso a Nishi-Tokyo 「西東京擬音祭り」 - Nishi Tōkyō gion matsuri                                      | 17 gennaio 2024  |         |
| 3  | Arriva la precoce sciamana scalmanata 「帰ってきたおシャマなシャーマン」 - Kaettekita o shamana Shāman         | 24 gennaio 2024  |         |
| 4  | Senso di perdita 「喪失感」 - Sōshitsukan                                                                      | 31 gennaio 2024  |         |
| 5  | Shocking mall 「ショッキングモール」 - Shokkingu Mōru                                                          | 7 febbraio 2024  |         |
| 6  | L'oni riposa in riva al fiume 「鬼、河原に寝込む」 - Oni, kawara ni nekomu                                     | 14 febbraio 2024 |         |
| 7  | L'oni gorgoglia 「鬼、鳴動」 - Oni, meidō                                                                      | 21 febbraio 2024 |         |
| 8  | Flower of Vattelappesca 「フラワー・オブ・なんちゃら」 - Furawā obu nanchara                                   | 28 febbraio 2024 |         |
| 9  | Coetanei ~Io, mio papà e lo zio~ 「同い年 ～オレと親父とおじさんが～」 - Onaidoshi ~ore to oyaji to ojisan ga~ | 6 marzo 2024     |         |
| 10 | L'isola dello Zero morto 「亡零の島」 - Na rei no shima                                                        | 13 marzo 2024    |         |
| 11 | La fanciulla nera 「黒の乙女」 - Kuro no otome                                                                 | 20 marzo 2024    |         |
| 12 | Perché sì? 「なんとなく？」 - Nantonaku?                                                                       | 27 marzo 2024    |         |
| 13 | È l'amore! 「愛だ！！！」 - Ai da!!!                                                                           | 3 aprile 2024    |         |

## Accoglienza
Maria Antonietta Idotta di MangaForever recensì il primo volume del manga e affermò che la trama era molto fluida, la storia ben ricollegata a quella originale e che poteva essere tranquillamente comprensibile anche per chi non aveva letto il prequel. I ritmi erano serrati, infatti le battaglie facevano lo sfoggio continuo di spiriti e tecniche di combattimento ben rese e ogni tecnica o terminologia era spiegata nel dettaglio. I disegni si rivelavano più stilizzati del solito, con personaggi dalle lunghe gambe e i visi molto affilati. La lettura risultava piacevole, anche perché il protagonista Hana non sembrava prendere troppo sul serio i suoi avversari, e aveva sempre un'espressione beffarda dipinta sul viso che riusciva a scemare il ritmo serrato di alcuni punti della narrazione e allo stesso tempo rasserenava il lettore. Idotta concluse affermando che pur essendo un sequel, Shaman King Flowers aveva buone possibilità di avvicinarsi al successo ottenuto dalla serie principale.